# Damien Boisseau
Pour les articles homonymes, voir Boisseau (homonymie).
Damien Boisseau est un acteur et directeur artistique français.
Très actif dans le doublage, il est notamment la voix française régulière de Matt Damon, Edward Norton, James Marsden, Casper Van Dien, Josh Hartnett et Patrick Dempsey ainsi, qu'entre autres, la voix récurrente de Tom Everett Scott, Kenneth Allen Johnson, Sam Rockwell, Wes Bentley, Christian Slater, Nikolaj Coster-Waldau, Paul Rudd, Nicholas Hoult, Johnathon Schaech, Stephen Moyer, Lee Pace ou encore Jared Padalecki. Il a aussi été la première voix de Bradley Cooper à ses débuts.

## Biographie

### Jeunesse
Damien Boisseau a commencé très jeune aux côtés de ses deux frères, Arnaud et Guillaume. Les trois frères ont tourné dans des films en dehors de l'école, en activité extra-scolaire.
C'est son grand frère, Arnaud Boisseau qui a commencé à tourner en premier après avoir été repéré. Un jour, lors d'un tournage sur un film, Arnaud s'est retrouvé à la post-synchronisation : technique qui permet de réenregistrer en studio sa voix sur une vidéo déjà tournée quand le son est mauvais. Il se retrouve par la suite dans l'univers du doublage et rencontre des personnes actives dans ce domaine. Lors de leur jeunesse, peu d'enfants étaient actifs et prolifiques dans ce milieu. Il donne notamment la réplique à son frère Guillaume pendant le doublage de films comme : Les Goonies, L'Histoire sans fin, ou encore Stand by Me.
Damien Boisseau tourne et fait du doublage jusqu'au lycée puis il s'est concentré sur ses études jusqu'au bac puis suit les cours à la fac d'étude théâtrale.

### Doublage
Lorsque ses frères décident d'arrêter leur activité dans le doublage, il choisit de continuer sa carrière et opte pour suivre des cours de théâtre pour devenir acteur. Sa carrière le mène naturellement vers le doublage en devenant une voix régulière de ce milieu. Depuis, il est la voix française régulière de Matt Damon, Edward Norton, James Marsden, Casper Van Dien, Patrick Dempsey, Josh Hartnett, ainsi, qu'entre autres, la voix récurrente de Tom Everett Scott, Sam Rockwell, Wes Bentley, Johnathon Schaech, Kenneth Allen Johnson, Nicholas Hoult, Lee Pace ou encore Nikolaj Coster-Waldau. Il a aussi été la première voix régulière de Bradley Cooper à ses débuts.
Au sein de l'animation, il est notamment la voix de Jack dans la série d'animation Samouraï Jack. Il est également une voix régulière des jeux vidéo, doublant notamment le personnage Jak dans la série de jeux Jak and Daxter, l'Outsider dans la série de jeux Dishonored, Parker dans Red Faction, Craig Boone dans Fallout: New Vegas ou encore Jin Sakai dans Ghost of Tsushima.

## Théâtre
- 2000 : Farces de Molière, mise en scène par Richard Arselin, Bouffon Théâtre
- 2000 : Le Jeu de l'amour et du hasard de Marivaux, mise en scène par Richard Arselin, Théâtre Le Ranelagh
- 2000 : Horace de Corneille, mise en scène par Ophélia Teillaud, Bouffon Théâtre
- 2002-2003 : Ruy Blas de Victor Hugo, mise en scène par Jean-Luc Jeener, Théâtre du Nord-Ouest
- 2003 : Coup de foudre à Zanzibar de Frédérique-Sempè Lemon, mise en scène par Michèle André, Théâtre Les Déchargeurs
- 2003 : Le Mot de la fin de Jules Renard, mise en scène par Yves Carlevaris, Théâtre des 2 rives
- 2004-2005 : Hors course de Benoît Marbot, mise en scène par l'auteur, Théo Théâtre
- 2006 : Jeanne d'Arc de Jean-Luc Jeener, mise en scène par Florence Tosi, Théâtre du Nord-Ouest
- 2007-2012 : Basile de Caroline Darnay, mise en scène par Rémi Préchac, Théâtre du Gymnase Marie-Bell, Théâtre de Saint-Maur, Petit Gymnase
- 2008 : Le Demi-Monde d'Alexandre Dumas, mise en scène par Caroline Darnay, Théâtre du Renard
- 2010 : 100 millions qui tombent de Georges Feydeau, mise en scène par Rémy Prechac, Le Palace
- 2010-2012 : L'Invitation à la valse d'Alexandre Dumas, mise en scène par Caroline Darnay, Théâtre du Tambour royal, Espace La Comedia
- 2017 : Polyeucte de Corneille, mise en scène par Jean-Luc Jeener, Théâtre du Nord-Ouest
- 2018 : Fortunino de Sabine Roy, mise en scène par Sophie Chevalier, Le Funambule
- 2018 : Hedda Gabler de Ibsen, mise en scène par Edith Garraud, Théâtre du Nord-Ouest
- 2022 : Sur un air de tango d'Isabelle de Toledo, mise en scène par Bénédicte Bailby et Pascal Faber, Studio Hébertot

## Filmographie
Sauf indication contraire, les informations mentionnées dans cette section peuvent être confirmées par la base de données cinématographiques IMDb,  présente dans la section « Liens externes ».
RS Doublage

### Cinéma

#### Longs métrages
- 1979 : Les Joyeuses Colonies de vacances de Michel Gérard
- 1980 : Mon oncle d'Amérique d'Alain Resnais : Jean adolescent
- 1984 : Le Voleur de feuilles de Pierre Trabaud : Guy Desforges enfant (voix)
- 2010 : La Cour des miracles de Rémi Préchac et Alexandre de Seguins : Pierre « la main courte »

#### Courts métrages
- 1998 : Recto de Xavier Perrin
- 2001 : La Moisson d'Edouard Blanchot
- 2001 : Aucun animal n'a été maltraité de Bérénice André
- 2009 : Paranoïa d'Ellis Chan : Marc
- 2010 : L'Entre Deux de Benjamin Boy, Stéphanie Cavagne, Mathieu Chowcheuk et Julien Prioux
- 2011 : Postaction de Pascal Savard : le premier policier
- 2011 : La Partie d'échec de Pierre Davezac
- 2011 : Sur ma route de Thibault Martin
- 2013 : Entends ce cri... de Mathieu Vié : le narrateur
- 2013 : À cœur ouvert d'Ayekoro Kossou
- 2014 : La Fenêtre de Stéphane Barrière, Maxime Blondeel, Maria Corcho, Nathan Leroi, Boris Proust, Amandine Riviere et Fabrice Tapare
- 2015 : Jumble Up! de Léo Karmann : l'agent de sécurité
- 2015 : Node de Frédéric Poirier : l'Homme
- 2015 : Le Sceau de la corruption de Tom Bielinski : Wolfgang
- 2016 : Morbus Per Noctem de Loris et Ugo Melcore : Julien Morini (voix)
- 2017 : Or bleu de Nicolas Chiarot, Amandine Comes, Eva Fekete, Haunui Maeta, Baptiste Miquel et Thomas Rousvoal
- 2018 : Le Linceul de Marie Vandelannoote : Yanael
- 2019 : Funérailles (Funeral) de Marie Vandelanoote : Jean

### Télévision

#### Téléfilms
- 1978 : Les Chemins de l'exil ou Les dernières années de Jean-Jacques Rousseau de Claude Goretta
- 1980 : La Douceur et le Silence de Renée Darbon : l'enfant
- 1981 : À nous de jouer d'André Flédérick
- 1981 : Le Rembrandt de Verrières de Pierre Goutas
- 1996 : Les Enfants du mensonge de Frédéric Krivine : Pierre

#### Séries télévisées
- 1978 : Les Cinq Dernières Minutes : Thomas (saison 3, épisode 14)
- 1982 : Paris Saint-Lazare de Marco Pico : Eric Belleau (4 épisodes)
- 1983 : Quelques hommes de bonne volonté de François Villiers : Louis Bastide (mini-série)
- 1984 : La Chambre des dames de Yannick Andréi : Vivien (3 épisodes)
- 1985 : Madame et ses flics : Christophe (saison 1, épisode 2)
- 1993 : Seconde B : David (épisode : Amitié volée)
- 1993 : Maria des Eaux-Vives : Louis (mini-série)
- 1994 : Tout feu, tout femme (1 épisode réalisé par Pierre Sisser)
- 2008 : Duval et Moretti : la voix du faux Moretti (saison 1, épisode 16)
- 2012 : Le Jour où tout a basculé : Marc (saison 3, épisode 10)
- 2016 : Challenger de Thibault Marthi & Thomas Veyrier : Ezechiel (4 épisodes)

## Doublage
Note : Les dates en italique correspondent aux sorties initiales des films dont Damien Boisseau a assuré le redoublage ou un doublage tardif.

### Cinéma

#### Films
- Matt Damon[1] dans :
  - Will Hunting (1998) : Will Hunting
  - Il faut sauver le soldat Ryan (1998) : soldat 2e classe James Francis Ryan
  - Dogma (1999) : Loki
  - De si jolis chevaux (2000) : John Grady Cole
  - La Légende de Bagger Vance (2001) : Rannulph Junuh
  - Jay et Bob contre-attaquent (2001) : lui-même / Will Hunting
  - Ocean's Eleven (2001) : Linus Caldwell
  - The Majestic (2001) : Luke Trimble (voix)
  - La Mémoire dans la peau (2002) : Jason Bourne
  - Deux en un (2003) : Bob
  - Eurotrip (2004) : Donny
  - Père et Fille (2004) : le dirigeant
  - La Mort dans la peau (2004) : Jason Bourne
  - Ocean's Twelve (2004) : Linus Caldwell
  - Les Frères Grimm (2005) : Wilhelm Grimm
  - Syriana (2006) : Bryan Woodman
  - Les Infiltrés (2006) : Colin Sullivan
  - Ocean's Thirteen (2007) : Linus Caldwell
  - Raisons d'État (2007) :  Edward Wilson
  - La Vengeance dans la peau (2007) : Jason Bourne
  - L'Homme sans âge (2007) : Ted Johnson, Jr. (caméo - non crédité)
  - The Informant! (2009) : Mark Whitacre
  - Invictus (2010) : François Pienaar
  - Green Zone (2010) : Roy Miller
  - True Grit (2010) : LaBoeuf
  - Au-delà (2011) : George Lonegan
  - L'Agence (2011) : David Norris
  - Contagion  (2011) : Thomas Emhoff
  - Nouveau Départ (2012) : Benjamin Mee
  - Margaret (2012) : M. Aaron Caije
  - Promised Land (2013) : Steve Butler
  - Elysium (2013) : Max Da Costa
  - Monuments Men (2014) : James Granger
  - Interstellar (2014) : Dr Mann
  - Seul sur Mars (2015) : Mark Watney
  - Jason Bourne (2016) : Jason Bourne
  - La Grande Muraille (2016) : William
  - Thor: Ragnarok (2017) : l'acteur de théâtre interprétant Loki (caméo)
  - Bienvenue à Suburbicon (2017) : Gardner Lodge
  - Downsizing (2018) : Paul Safranek
  - Paranoïa (2018) : l'inspecteur Ferguson (caméo non crédité)
  - Le Mans 66 (2019) : Carroll Shelby
  - Jay et Bob contre-attaquent… encore (2019) : Loki
  - No Sudden Move (2021) : Mike Lowen (caméo non crédité)
  - Stillwater (2021) : Bill Baker
  - Le Dernier Duel (2021) : Jean de Carrouges
  - Thor: Love and Thunder (2022) : l'acteur de théâtre interprétant Loki (caméo)
  - Air (2023) : Sonny Vaccaro
  - Oppenheimer (2023) : le lieutenant-général Leslie Groves
  - Drive-Away Dolls (2024) : le sénateur Gary Channel
  - Blue et Compagnie (2024) : Sunny, la fleur (voix)
  - The Instigators (2024) : Rory

- Edward Norton[1] dans :
  - Tout le monde dit I love you (1996) : Holden Spence
  - Larry Flynt (1997) : Alan Isaacman
  - Les Joueurs (1998) : Lester Murphy alias « l'Asticot »
  - American History X (1998) : Derek Vinyard
  - Fight Club (1999) : le narrateur du Fight Club
  - Au nom d'Anna (2000) : le père Brian Finn
  - The Score (2001) : Jack Teller
  - Crève, Smoochy, crève ! (2002) : Smoochy le rhino / Sheldon Mopes
  - Dragon rouge (2002) : Will Graham
  - La 25e Heure (2002) : Monty Brogan
  - Frida (2003) : Nelson Rockefeller
  - Braquage à l'italienne (2003) : Steve Frezelli
  - Kingdom of Heaven (2005) : le roi Baudouin IV
  - Down in the Valley (2006) : Harlan
  - L'Illusionniste (2006) : Edouard Abramovich alias « Eisenheim »
  - Le Voile des illusions (2006) : Walter Fane
  - L'Incroyable Hulk (2008) : Bruce Banner / Hulk
  - Le Prix de la loyauté (2008) : Ray Tierney
  - Mytho-Man (2010) : un flic
  - Escroc(s) en herbe (2010) : les jumeaux Bill et Brady Kincaid[n 1]
  - Stone (2011) : Gerald « Stone » Creeson
  - Moonrise Kingdom (2012) : le chef de troupe Ward
  - The Grand Budapest Hotel (2014) : Henckels
  - Birdman (2014) : Mike Shiner
  - Beauté cachée (2016) : Whit Yardsham
  - Brooklyn Affairs (2019) : Lionel Essrog
  - The French Dispatch (2021) : Joe Lefebvre
  - Glass Onion : Une histoire à couteaux tirés (2022) : Miles Bron
  - Asteroid City (2023) : Conrad Earp
  - Un parfait inconnu (2025) : Pete Seeger

- James Marsden[1] dans :
  - Fausses Rumeurs (2000) : Derrick Webb
  - X-Men (2000) : Scott Summers / Cyclope
  - Bad Girls (2001) : Jack Bartlett
  - X-Men 2 (2003) : Scott Summers / Cyclope
  - N'oublie jamais (2004) : Lon Hammond
  - X-Men : L'Affrontement final (2006) : Scott Summers / Cyclope
  - The Alibi (2006) : Wendell Hatch
  - 27 Robes (2008) : Kevin Doyle
  - Sex Drive (2008) : Rex
  - The Box (2009) : Arthur Lewis
  - Panique aux funérailles (2010) : Oscar
  - Chiens de paille (2011) : David Sumner[n 1]
  - Bachelorette (2012) : Trevor
  - Robot and Frank (2012) : Hunter
  - 2 Guns (2013) : le commandant Harold Quince
  - Le Majordome (2013) : John Fitzgerald Kennedy
  - Blackout total (2014) : Gordon
  - X-Men: Days of Future Past (2014) : Scott Summers / Cyclope (caméo)
  - Accidental Love (2015) : Scott
  - Sonic, le film (2020) : l'officier Thomas « Tom » Wachowski
  - Sonic 2, le film (2022) : Thomas « Tom » Wachowski
  - Sonic 3, le film (2024) : Thomas « Tom » Wachowski

- Josh Hartnett[1] dans :
  - The Faculty (1999) : Zeke
  - Rencontre à Wicker Park (2004) : Matthew
  - Slevin (2006) : Slevin
  - Le Dahlia noir (2006) : Dwight « Bucky » Bleichert
  - Renaissance d'un champion (2007) : Erik Kernan, Jr.[n 1]
  - 30 jours de nuit (2007) : Eben Oleson
  - Bunraku (2010) : le vagabond[n 1]
  - Wild Horses (2015) : KC Briggs
  - Le Lieutenant Ottoman (2017) : Dr Jude Gresham[n 1]
  - 6 Below: Miracle on the Mountain (2017) : Éric LeMarque[n 1]
  - Suspect numéro un (2020) : Victor Malarek
  - Un homme en colère (2021) : Dave « Boy Sweat » Hancock
  - Die Hart (en) (2023) : Josh Hartnett
  - Trap (2024) : Cooper Adams

- Patrick Dempsey[1] dans :
  - Écrire pour exister (2007) : Scott
  - Il était une fois… (2007) : Robert Philip
  - Le Témoin amoureux (2008) : Tom
  - Valentine's Day (2010) : Harrison Coppeland
  - Transformers 3 : La Face cachée de la Lune (2011) : Dylan Gould
  - Hold-Up$ (2011) : Tripp
  - Bridget Jones Baby (2016) : Jack Qwant
  - Il était une fois 2 (2022) : Robert Philip
  - Thanksgiving : La Semaine de l'horreur (2023) : le shérif Eric Newton
  - Ferrari (2023) : Piero Taruffi

- Sam Rockwell[1] dans :
  - Casses en tous genres (1998) : Sam
  - Louis et Frank (1998) : Sam
  - Charlie et ses drôles de dames (2000) : Eric Knox
  - Blonde sur ordonnance (2014) : Doug Vaney[n 1]
  - Don Verdean (2015) : Don Verdean
  - Trois Billboards : Les Panneaux de la vengeance (2017) : Jason Dixon
  - Vice (2018) : George W. Bush
  - Le Cas Richard Jewell (2019) : Watson Bryant
  - Jojo Rabbit (2019) : le capitaine Klenzendorf / « capitaine K »
- Wes Bentley[1] dans :
  - American Beauty (1999) : Ricky Fitts
  - Rédemption (2000) : Donald Dalglish
  - Frères du désert (2002) : Jack Durrance
  - Ghost Rider  (2007) : Blackheart
  - Disparue (2012) : inspecteur Peter Hood
  - We Are Your Friends (2015) : James
  - Knight of Cups (2015) : Barry
  - Dangereuse Attraction (2016) : Patrick
  - Mission impossible : Fallout (2018) : Patrick
- Christian Slater[1] dans :
  - Profession profiler (2004) : J. D. Reston
  - Le Bon Pasteur[n 2] (2004) : Daniel Clemens[n 1]
  - Hollow Man 2 (2007) : Michael Griffin[n 1]
  - Le Prix de la trahison (2008) : Pollen[n 1]
  - Soldiers of Fortune (2012) : Craig McCenzie[n 1]
  - The Wife (2017) : Nathaniel Bone
  - C'est nous les héros (2020) : Tech-No
  - Chupa (2023) : Richard Quinn
  - Unfrosted : L'Épopée de la Pop-Tart (2024) : Mike Diamond
- Nikolaj Coster-Waldau[1] dans :
  - La Chute du faucon noir (2001) : le master-sergent Gary Gordon
  - L'Épreuve (2013) : Marcus
  - Triple alliance (2014) : Marcus
  - A Second Chance (2014) : Andreas
  - Gods of Egypt (2016) : Horus
  - L'Exécuteur (2017) : Jacob « Money » Harlon
  - Domino : La Guerre silencieuse (2019) : Christian Toft
  - The Silencing (2020) : Rayburn Swanson
- Paul Rudd[1] dans :
  - Ant-Man (2015) : Scott Lang / Ant-Man
  - Captain America: Civil War (2016) : Scott Lang / Ant-Man
  - Fun Mom Dinner (2017) : Tom
  - Ant-Man et la Guêpe (2018) : Scott Lang / Ant-Man
  - Avengers: Endgame (2019) : Scott Lang / Ant-Man
  - Entre deux fougères, le film (2019) : lui-même
  - Tic et Tac, les rangers du risque (2022) : lui-même
  - Ant-Man et la Guêpe : Quantumania (2023) : Scott Lang / Ant-Man
- Nicholas Hoult dans :
  - X-Men : Le Commencement (2011) : Henry McCoy / Le Fauve
  - X-Men: Days of Future Past (2014) : Henry McCoy / Le Fauve
  - Young Ones (2014) : Flem Lever
  - X-Men: Apocalypse (2016) : Henry McCoy / Le Fauve
  - Sand Castle (2017) : Matt Ocre
  - X-Men: Dark Phoenix (2019) : Henry McCoy / Le Fauve
  - The Order (2024) : Bob Mathews
- Alessandro Nivola dans :
  - The Eye (2008) : Dr Paul Faulkner
  - American Bluff (2013) : Anthony Amado
  - The Neon Demon (2016) : un designer
  - Opération Brothers (2019) : Sammy Navon
  - The Art of Self-Defense (2019) : Leslie « Sensei »
  - Many Saints of Newark - Une histoire des Soprano (2021) : Richard « Dickie » Moltisanti
- Stuart Townsend dans :
  - Shooting Fish (1998) : Jez
  - Adam, Serial Lover (2000) : Adam
  - La Reine des damnés (2002) : Lestat de Lioncourt
  - Mauvais Piège (2003) : William Jennings
  - Nous étions libres (2004) : Guy
  - Le Témoin du marié (2005) : Olly Pickering
- Johnathon Schaech dans :
  - 8 mm 2 : Perversions fatales (2005) : David Huxley[n 1]
  - Phantom (2013) : Pavlov[n 1]
  - La Légende d'Hercule (2014) : Tarak
  - Marauders (2016) : Mims
  - Acts of Vengeance (2017) : Lustiger[n 1]
- Johnny Depp dans :
  - Ed Wood (1995) : Edward Wood Jr
  - Donnie Brasco (1997) : Joseph « Donnie » Pistone
  - Intrusion (1999) : Spencer Armacost
  - Charlie et la Chocolaterie (2005) : Willy Wonka
- Eduardo Noriega dans :
  - L'Échine du Diable (2002) : Jacinto
  - Agnosia (2010) : Carles Lardín[n 1]
  - Le Dernier Rempart (2013) : Gabriel Cortez
  - Shérif Jackson (2013) : Miguel
- Lee Pace dans :
  - Marmaduke (2010) : Phil Winslow
  - Le Fiancé de trop (2010) : Whit Coutell
  - La Locataire (2011) : Jack
  - Twilight, chapitre V : Révélation, 2e partie (2012) : Garrett
- Sean Astin dans :
  - Les Goonies (1985) : Michael « Mickey » Walsh
  - Memphis Belle (1990) : le sergent Richard Moore
  - Icebreaker (2000) : Matt Foster
- Josh Hamilton dans :
  - Les Survivants (1993) : Roberto Canessa
  - Away We Go (2009) : Roderick
  - Dark Skies (2013) : Daniel Barret
- Skeet Ulrich dans :
  - Dangereuse Alliance (1996) : Chris
  - Le Gang des Newton (1998) : Joe Newton
  - Chevauchée avec le diable (1999) : Jack Bull Chiles
- Lukas Haas dans :
  - Mars Attacks! (1996) : Richie Norris
  - Hunted (2008) : Chuckie
  - Lincoln (2012) : le premier soldat blanc
- Casper Van Dien dans :
  - Starship Troopers (1998) : Johnny Rico
  - Sleepy Hollow (1999) : Brom Van Brunt
  - Starship Troopers 3 (2008) : Johnny Rico[n 1]
- Tom Everett Scott dans :
  - Un cadavre sur le campus (1998) : Josh Miller
  - Destinataire inconnu (1999) : Johnny
  - Journal d'un dégonflé : Un looong voyage (2017) : Frank Heffley
- Luke Wilson dans :
  - Réservé aux chiens (1998) : Andy
  - Le Chardonneret (2019) : Larry Decker
  - Une vie ou l'autre (2022) : Rick
- Stephen Moyer dans :
  - Quills, la plume et le sang (2000) : Prouix, l'architecte
  - 1943, l'ultime révolte (2001) : Simcha « Kazik » Rotem
  - Priest (2011) : Owen Pace
- Hugh Dancy dans :
  - La Chute du faucon noir (2001) : le sergent Kurt Schmid
  - Amour interdit (2003) : John Truscott
  - Le Goût du sang (2007) : Aiden
- Martin Henderson dans :
  - Le Cercle (2002) : Noah Clay
  - Flyboys (2006) : Reed Cassidy
  - The Strangers: Prey at Night (2018) : Mike
- Edward Burns dans :
  - The River King (2005) : Abel Grey
  - The Holiday (2006) : Ethan
  - Purple Violets (2007) : Michael Murphy
- Jason Schwartzman dans :
  - Hôtel Chevalier (2007) : Jack Whitman (court métrage)
  - À bord du Darjeeling Limited (2008) : Jack Whitman
  - Le Roi de la polka (2017) : Mickey Pizzazz
- Jack Huston dans :
  - Outlander : Le Dernier Viking (2009) : Wulfric
  - Twilight, chapitre III : Hésitation (2010) : Royce King
  - L'Oiseau-tempête (2019) : Bob
- Penn Badgley dans :
  - Le Beau-père (2009) : Michael Harding
  - Margin Call (2011) : Seth Bregman
  - Anarchy: Ride or Die (2014) : Leonatus Posthumus
- Aidan Turner dans :
  - Le Hobbit : Un voyage inattendu (2012) : Kíli
  - Le Hobbit : La Désolation de Smaug (2013) : Kíli
  - Le Hobbit : La Bataille des Cinq Armées (2014) : Kíli
- Henry Thomas dans :
  - E.T. l'extra-terrestre (1982) : Elliot (1er doublage[2])
  - 11:14 (2003) : Jack
- Corey Feldman dans :
  - Gremlins (1984) : Pete
  - Stand by Me (1987) : Teddy Duchamp
- Ethan Hawke dans :
  - Explorers (1985) : Ben Crandall
  - Lord of War (2005) : Jack Valentine
- Loren Dean dans :
  - Billy Bathgate (1991) : Billy Bathgate
  - 1492 : Christophe Colomb (1992) : Fernando Colomb adulte
- Jason London dans :
  - Un été en Louisiane (1991) : Court Foster
  - Snow, Sex and Sun (2001) : Rick Rambis
- Stephen Chow dans :
  - Le Roi singe (1994) : Sun Wukong
  - Shaolin Soccer (2001) : Sing « Jambe d'acier »
- Harold Perrineau Jr. dans :
  - Smoke (1995) : Rashid Cole / Thomas Jefferson Cole / Paul Benjamin
  - Transit (2012) : Losada
- Peter Sarsgaard dans :
  - Empire (2002) : Jack
  - K-19 : Le Piège des profondeurs (2003) : le lieutenant Vadim Radtchenko
- Eric Balfour dans :
  - Le Secret des frères McCann (2003) : le petit-fils du Cheik
  - Massacre à la tronçonneuse (2003) : Kemper
- Jason Biggs dans :
  - La Vie et tout le reste (2003) : Jerry Falk
  - Père et Fille (2004) : Arthur Brickman
- Ashton Kutcher dans :
  - L'Effet papillon (2004) : Evan Treborn
  - Personal Effects (2009) : Walter
- Gordon Lam dans :
  - Infernal Affairs (2004) : l'inspecteur Billy
  - Infernal Affairs 3 (2007) : l'inspecteur Billy[n 1]
- Toby Kebbell dans :
  - Wilderness (2006) : Callum
  - Cheval de guerre (2012) : Geordie
- Jason Behr dans :
  - The Tattooist (2007) : Jake Sawyer
  - D-War : La Guerre des dragons (2007) : Ethan
- Gabriel Macht dans :
  - À la recherche de l'homme parfait (2007) : Johnny
  - Middle Men (2009) : Buck Dolby
- Bradley Cooper dans :
  - Ce que pensent les hommes (2009) : Ben
  - New York, I Love You (2010) : Gus Cooper
- Alberto San Juan dans : 
  - Malveillance (2011) : Marcos
  - Fou de toi (2021) : Andrés
- Rafe Spall dans :
  - Le Bon Gros Géant (2016)  : M. Tibbs
  - Le Rituel (2017) : Luke
- Luke Kirby dans :
  - Glass (2019) : Pierce
  - Le Silence de Mélodie (2024) : Chuck Brooks
- 1943[n 3] : L'Ombre d'un doute : oncle Charlie Oakley (Joseph Cotten) (3e doublage)
- 1951[n 4] : Fort Invincible : le capitaine Richard Lance (Gregory Peck)
- 1971[n 5] : La Dernière Séance : Duane Jackson (Jeff Bridges)
- 1983 : Furyo Jack Celliers âgé de 12 (Chris Broun)
- 1984 : L'Histoire sans fin : Atreyu (Noah Hathaway)
- 1984 : Les Démons du maïs : Joseph (Jonas Marlowe)
- 1985 : Police Academy 2 : Brat (Jason Hervey)
- 1985 : Enemy : Zammis (Bumper Robinson)
- 1985 : D.A.R.Y.L. : Daryl (Barret Oliver) (1er doublage)
- 1985 : Mad Max : Au-delà du dôme du tonnerre : Jedediah, Jr. (Adam Cockburn)
- 1986[n 6] : Une baraque à tout casser : Walter Fielding, Jr. (Tom Hanks) (2e doublage)
- 1991 : Les Commitments : Derek Scully (Ken McCluskey)
- 1991 : Backdraft : Tim Krizminski (Jason Gedrick)
- 1991 : Retour au lagon bleu : Paddy / Richard (Brian Krause)
- 1993 : Beethoven 2 : Taylor Devereaux (Ashley Hamilton (en))
- 1993 : Menace to Society : Kevin « O-Dog » Anderson (Larenz Tate)
- 1994 : Little Odessa : Reuben Shapira (Edward Furlong)
- 1994 : Danger immédiat : Domingo Chavez (Raymond Cruz)
- 1995 : Moonlight et Valentino : Steven (Jeremy Sisto)
- 1996 : Leaving Las Vegas : le barman (Stuart Regen)
- 1996 : Beautiful Girls : Tommy « Birdman » Rowland (Matt Dillon)
- 1997 : Les Ailes de l'enfer : Francisco Cindino (Jesse Borrego)
- 1997 : Men in Black : le lieutenant Jake Jensen (Kent Faulcon)
- 1997 : Sans foi ni loi : Press (Rino Romano)
- 1997 : Booty Call : Rushon (Tommy Davidson)
- 1998 : Primary Colors : Henry Burton (Adrian Lester)
- 1998 : C'est pas mon jour ! : Billy Hill (James LeGros)
- 1998 : Big Party : Preston Meyers (Ethan Embry)
- 1998 : Oscar Wilde : lord Alfred « Bosie » Douglas (Jude Law)
- 1998 : Celebrity : Greg (Jeffrey Wright)
- 1999 : La Fiancée de Chucky : Jesse (Nick Stabile)
- 1999 : Sexe Intentions : Greg McConnell (Eric Mabius)
- 1999 : Passé virtuel : l'inspecteur Zev Bernstein (Steven Schub)
- 1999 : Dick : Les Coulisses de la présidence : Chip (Ryan Reynolds)
- 1999 : Jawbreaker : Zack Tartak (Chad Christ)
- 1999 : Happy, Texas : David (Tim Bagley)
- 2000 : Liberty Heights : Murray (Gerry Rosenthal)
- 2000 : Time and Tide : Jack (Wu Bai)
- 2000 : Le Plus Beau des combats : Gerry Bertier (Ryan Hurst)
- 2000 : Erin Brockovich, seule contre tous : ? ( ? )
- 2000 : Requiem for a Dream : le Dr Spencer (Ben Shenkman)
- 2000 : Mes chers voisins : Javier, le jeune agent immobilier ( ? )
- 2000 : The Patriot : Le Chemin de la liberté : ? ( ? )
- 2001 : Un été sur Terre : Pete (Tac Fitzgerald)
- 2002 : Le Dernier Château : Clifford Yates (Mark Ruffalo)
- 2002 : Méchant Menteur : Dustin « Dusty » Wong (John Cho)
- 2002 : Pinocchio : Lumignon (Kim Rossi Stuart)
- 2003 : Le Vaisseau de l'angoisse : Jack Ferriman (Desmond Harrington)
- 2003 : Le Purificateur : Alex Bernier (Heath Ledger)
- 2003 : Memories of Murder : Seo Tae-yoon (Kim Sang-kyeong)
- 2003 : Crush : Le Club des frustrées : Jed (Kenny Doughty)
- 2003 : Stupeur et Tremblements : Monsieur Tenshi (Yasunari Kondo)
- 2004 : Alien vs. Predator : Thomas Parks (Sam Troughton)
- 2004 : FBI : Fausses blondes infiltrées : Heath (John Reardon)
- 2004 : Spartan : Jerry Zimmer (Andrew Davoli)
- 2005 : King Kong : Bruce Baxter (Kyle Chandler)
- 2005 : Hitch, expert en séduction : Tom Reda (Jack Hartnett)
- 2005 : Otage : Dennis Kelly (Jonathan Tucker)
- 2005 : Terrain d'entente : Ben Wrightman (Jimmy Fallon)
- 2005 : Dirty : Armando Sancho (Clifton Collins Jr.)
- 2005 : XXX2: The Next Level : l'agent Meadows (Ramon De Ocampo)
- 2006 : Derrière le masque : Leslie Vernon (Nathan Basel)
- 2006 : Stay : Henry Letham (Ryan Gosling)
- 2006 : Invincible : Dick Vermeil (Greg Kinnear)
- 2006 : Adieu Cuba : Ricardo Fellove (Enrique Murciano)
- 2006 : The Host : Dr Kim Roi-ha (Brian Rhee)
- 2007 : Hitcher : Jim Halsey (Zachary Knighton)
- 2007 : Outlaw : Simon Hiller (Sean Harris)
- 2007 : American Pie : Campus en folie : Dwight Stifler (Steve Talley)
- 2007 : Infernal Affairs 2 : l'avocat des Ngai (Tay Ping Hui[n 1])
- 2007 : Big Movie : Willy Wonka (Crispin Glover)
- 2008 : Aliens vs. Predator: Requiem : Dallas (Steven Pasquale)
- 2008 : Last Chance for Love : Scott, le mari de Susan (Daniel Lapaine)
- 2009 : X-Men Origins: Wolverine : Remy LeBeau / Gambit (Taylor Kitsch)
- 2009 : REC 2 : Martos (Alejandro Casaseca)
- 2009 : Avatar : un technicien de cryogénisation (Jason Whyte) et un copilote d'hélicoptère (Sean Patrick Murphy)
- 2010 : Le Règne des assassins : Lu Zhu (Zonghan Li)
- 2010 : Deadly Impact : Ryan Alba (Greg Serano)
- 2010 : The Reef : Luke (Damian Walshe-Howling)
- 2011 : Age of Heroes : Ian Fleming (James D'Arcy)
- 2011 : Mission impossible : Protocole Fantôme : Bogdan (Miraj Grbić)
- 2011 : L'Empire des Rastelli : Matteo Rastelli (Alessandro Adriano)
- 2011 : Elevator : Don Handley (Christopher Backus)
- 2011 : Far Away : Les Soldats de l'espoir : Kim Jun-shik (Jang Dong-gun)
- 2012 : Contrebande : Jim Church (David O'Hara)
- 2012 : Fun Size : Keevin (Josh Pence)
- 2013 : Ghost Team One : Sergio (Carlos Santos)
- 2013 : Sx Tape : Adam (Ian Duncan)
- 2013 : Le Berceau du mal : Ian Wood (Milo Ventimiglia)
- 2014 : 300 : La Naissance d'un empire : Aesyklos (Hans Matheson)
- 2014 : Bad Words : Jeremy (Greg Cromer)
- 2014 : Bad Asses : Adolfo (Ignacio Serricchio)
- 2014 : Son of God : Jésus (Diogo Morgado)
- 2015 : Prémonitions : David Raymond (Kenneth Allen Johnson)
- 2015 : Ardor : Jara (Lautaro Vilo)
- 2016 : Holidays : Reggie (Andrew Bowen)
- 2016 : Lendemain de fête : l'avocat de Karsten (Atef Vogel)
- 2017 : Goon: Last of the Enforcers : Marco Belchior (Jonathan Cherry)
- 2017 : Le Dossier Mona Lina : Bernhard (Mark Waschke)
- 2017 : Les Codes de l'apocalypse : Martin (Mike Capozzi)
- 2018 : Super Troopers 2 : Carl « Foster » (Paul Soter)
- 2018 : Equalizer 2 : Resnick (Jonathan Scarfe)
- 2018 : Ma vie avec John F. Donovan : John Francis Donovan (Kit Harington[1])
- 2019 : Évasion 3 : The Extractors : Lester Clark Jr. (Devon Sawa)
- 2019 : 10 Minutes Gone : Marshall (Sergio Rizzuto)
- 2019 : Le Défi du champion : Nico (Mario Sgueglia)
- 2019[n 7] : Les Disparues de Valan : Peter (Csaba Krisztik)
- 2019 : Disparition à Clifton Hill : Charlie Lake (Eric Johnson)
- 2020 : Le Voyage du Docteur Dolittle : Jip le chien (Tom Holland) (voix)
- 2020 : Chez moi : Tomás (Mario Casas)
- 2021 : Zone hostile : Brydon (Henry Garrett)
- 2021 : The Power of the Dog : George Burbank (Jesse Plemons)
- 2021 : Le Bar de la Tendresse : le narrateur / J. R. Moehringer adulte (Ron Livingston) (voix)
- 2021 : Super Speed : Jeffery Lee (Van Fan)
- 2022 : Jackass 4.5 : lui-même (Sean McInerney)
- 2023 : Spy Kids: Armageddon : Rey « Le Roi » Kingston (Billy Magnussen)
- 2024 : Fabricant de larmes : Norman (Orlando Cinque (it))
- 2025 : À bout : l'agent Bryce (Derek Phillips)

#### Films d'animation
- 1997 : Gundam Wing: Endless Waltz : Zechs « Milliardo Peacecraft » Merquise
- 1998 : Le Roi lion 2 : L'Honneur de la tribu : Nuka[n 1] (voix et chant)
- 1999 : Le Roi et moi : le prince Chululongkorn
- 2000 : Joseph, le roi des rêves : Joseph[n 8]
- 2000 : Titan A.E. : Cale Tucker[n 9]
- 2002 : Cendrillon 2 : Une vie de princesse : le prince charmant[n 1]
- 2002 : Spirit, l'étalon des plaines : Spirit[n 9]
- 2003 : Frère des ours : Denahi
- 2003 : Sinbad : La Légende des sept mers : voix additionnelles
- 2006 : Ultimate Avengers : Dr Bruce Banner
- 2007 : Le Sortilège de Cendrillon : le prince charmant
- 2008 : Next Avengers: Heroes of Tomorrow : Bruce Banner / Hulk
- 2008 : L'Entre Deux : Saul
- 2009 : Ultimate Avengers 2 : Dr Bruce Banner
- 2009 : Hulk Vs : Dr Bruce Banner / Hulk
- 2010 : Planète Hulk : Dr Bruce Banner / Hulk
- 2011 : Milo sur Mars : le père de Milo[n 10]
- 2011 : Happy Feet 2 : Bill le krill[n 9]
- 2013 : Monstres Academy : le guide des monstres
- 2015 : Mune : Le Gardien de la Lune : le père de Mune (création de voix)
- 2016 : The Guardian Brothers : Yu Lei[3]
- 2018 : Sherlock Gnomes : le père de Dexter P
- 2018 : L'Île aux chiens : un chien du groupe d'Igor
- 2019 : Fête de famille  : Marvin (court métrage d'animation)
- 2020 : SamSam : SamPapa (création de voix)
- 2020 : SamSam : Prévention Covid : SamPapa (création de voix)
- 2021 : Le Sommet des dieux : Fukamachi[4] (création de voix)
- 2021 : Charlotte : Alexander Nagler
- 2023 : Nimona : un soldat
- 2023 : La Charge du Texel : le capitaine Marulaz (court métrage)
- 2023 : Un Noël façon Bad Guys (en) : M. Loup (court métrage)
- 2023 : Maboroshi : Tokimune Kikuiri
- 2025 : The Witcher : Les Sirènes des abysses : Zelest

### Télévision

#### Téléfilms
- Casper Van Dien[1] dans (20 téléfilms) :
  - Shark Attack (1999) : Steven McKray
  - Python (2000) : Bart Parker
  - Nuit infernale ou À pleine vitesse (2001) : Jim Travis
  - Face à l'ouragan ! (2002) : Ace Logan
  - Le Prix de la liberté (2003) : Eddie Burton
  - Prémonitions ou Le Septième Sens (2004) : Jack Barnes
  - Dracula 3K : L'Empire des ombres (2005) : Abraham Van Helsing
  - Ciel de feu (2006) : Tom
  - Ninjas en guerre (2009) : Jack Barrett
  - Sous le soleil de Miami (2010) : Luther Simmonds
  - À la rescousse de Noël (2011) : Randy McGovern
  - Au cœur de la famille (2012) : Ash Henson
  - Au cœur de la tornade (2012) : Ethan
  - Le Bébé de Noël (2012) : Kyle Christopher Davidson
  - La Fugitive (2012) : Spencer Oliphant
  - Si Noël m'était conté (2013) : Charles Harris
  - La Vérité sur mon mari (2013) : Sam Morrow
  - Un patient troublant (2014) : Jason Turner
  - Le tueur de mariées (2015) : Dayton
  - Fire Twister (2015) : Scott
- Sebastian Ströbel[1] dans (11 téléfilms) :
  - Vengeance d'outre-tombe (2008) : Philipp Hansen
  - Lune de miel en enfer (2009) : Frank Engelmann
  - L'art d'aimer (2009) : Adam Carter
  - Gonger 2 : Le Maudit (2010) : Philipp Hansen
  - Isenhart et les Âmes perdues (2011) : Henning von der Braake
  - Pour quelques kilos de trop (2011) : Nick Feltus
  - Un mâle, des mots (2012) : Frank
  - Le Test de paternité (2012) : Jan
  - Achtung Polizei ! (2014) : Joachim Kersten
  - Entre ici et le paradis (2015) : Bobby
  - Dans la peau de mon fiancé (2015) : Sven
- Jonathan Scarfe[1] dans (9 téléfilms) :
  - Une fille dangereuse (1999) : Steven Fisher
  - Comme une ombre dans la nuit (2007) : Dwight Collier
  - Indices cachés (2009) : Kurt Warnecke
  - La Colère de Sarah (2010) : Curtis
  - L'Ange de Noël (2015) : Brady Howe
  - Radio romance (2015) : Nick
  - Comment rencontrer l'âme sœur en dix leçons (2016) : George
  - Noël avec ma fille (2017) : Nate
  - La Disparue de Yellowstone (2022) : Grant
- Tom Everett Scott dans :
  - Parlez-moi de Sara (2007) : Adam
  - La Larme du diable (2010) : Parker Kincaid
  - Enemies Closer (2013) : Henry
  - Trouver l'amour à Sugarcreek (2014) : Joe Matthews / Micah Matthias
  - Quatre sœurs unies par le secret (2016) : chef Brady
  - Décollage pour Noël (2017) : Jonathan
  - Ensemble à tout prix ! (2021) : Benedict Stone
- Michael Rady dans :
  - Rencontre avec le prince charmant (2013) : Kevin
  - Noël avec une star (2016) : Matt Larson
  - Une coach pour Noël (2017) : Jack Nelson
  - Noël à Pemberley (2018) : William Darcy
  - Un coup de foudre en garde partagée (2019) : Eric Smith
  - Les 12 traditions de Noël (2019) : Sam Taylor
  - L'Accord parfait de Noël (2020) : Patrick
- Brad Rowe dans :
  - Toute une vie à aimer (2006) : Ben Phillips jeune
  - Un mariage en cadeau (2011) : Jake
  - Un amour ne meurt jamais (2012) : Dylan
  - La Magie de Noël (2013) : Robert
- Eric Johnson dans :
  - Everest (2007) : Laurie Skreslet
  - Le secret d'une sœur (2009) : Drew
  - Miracle à Manhattan (2010) : Jake Finley
  - Le Bonheur au pied du sapin (2013) : Darren
- Maximilian Grill dans :
  - Un sarcophage pour deux (2012) : Nils
  - Une maman, des papas (2013) : Achim Herzberg
  - Mon amant, son père et moi (2014) : Moritz Landmann
  - Kathi et son prince charmant (2015) : Jan
- Joey McIntyre dans :
  - VC Andrews, la saga Cutler : Les Promesses de l'aurore (2023) : Michael Sutton
  - VC Andrews, la saga Cutler : Les Secrets de l'aube (2023) : Michael Sutton
  - VC Andrews, la saga Cutler : L'Enfant du crépuscule (2023) : Michael Sutton
  - VC Andrews, la saga Cutler : Les Démons de la nuit (2023) : Michael Sutton
- Antonio Sabàto, Jr. dans :
  - Le feu du secret (1995) : Matt Samoni
  - Danse funèbre (2016) : Miguel
  - Meurtre à l'encre noire (2017) : Paul
- Matthew Settle dans :
  - Natalie Wood : Le Prix de la gloire (2004) : Warren Beatty
  - Des rêves de lendemain (2004) : Hank Ford
  - Les Flammes du passé (2007) : Bo Goodnight
- Florian Stetter dans :
  - Les Amants naufragés (2009) : Humphrey van Weyden
  - Nanga Parbat, l'ascension extrême (2011) : Reinhold Messner
  - L'Enfant de Buchenwald (2015) : Pippig
- Thure Riefenstein dans :
  - Une montagne d'amour (2010) : Anton Karcher
  - La Catin (2011) : le comte Dietmar von Arnstein
  - Mission Caraïbes (2012) : Dr Richard Bertolt
- Brandon Quinn dans :
  - Mon George à moi (2014) : Henry
  - Noël sous le gui (2019) : Dr Mike Acosta
  - Opération « Joyeux Noël » (2020) : Michael Fischer
- Corey Sevier dans :
  - Gagne, perds, aime (2015) : Alex Kramer
  - Mon Noël en Alaska (2018) : Alec Wynn
  - Quand l'amour nous rattrape (2022) : Evan Payton
- Billy Armstrong dans :
  - Une sage-femme diabolique (2018) : Daniel Miller
  - Une adoption dangereuse (2020) : Dave
  - Comment j'ai rencontré ton meurtrier (2021) : Henry
- George Newbern dans :
  - L'Affaire Noah Dearborn (1999) : Christian Nelson
  - Passion trouble (2012) : Jason March
- Mark Famiglietti dans :
  - A Tale of Two Bunnies (2000) : Corky
  - Le Noël des sœurs March (2012) : Marcus Bhaer
- David Anders dans :
  - Les Démons du maïs (2009) : Burton Stanton
  - Bleu d'enfer 2 (2009) : Carlton
- Stephen Moyer dans :
  - 2020 : Le Jour de glace (2011) : Simon Peterson
  - Killing Jesus (2015) : Ponce Pilate
- Kai Schumann dans :
  - Philtre d'amour (2012) : Ben Ritter
  - Der Minister (2014) : Franz Ferdinand von Donnersberg
- Tom Beck dans :
  - Ma pire amie (2015) : Wolfgang
  - Les femmes de sa vie (2016) : Edgar
- Jack Turner dans :
  - Une femme sous surveillance (2017) : Oliver Hall
  - L'amour de sa vie (2020) : Tanner Dillon
- Rob Mayes dans :
  - Un Noël en Alaska (2018) : Brian Anderson
  - Tout n'est qu'illusion (2019) : Duke

- 1991 : La Loi de la mafia : Danny D'Arcangelo (Nicholas Turturro)
- 1991 : L'avocat des damnés : Paul Darrow (Stephen Mailer)
- 1991 : La Petite Sauvage : Sammy Perkins (William McNamara)
- 1993 : Le club du silence : David Reynolds (Wil Wheaton)
- 1993 : Panique aveugle : Matthew Keene (Sean Murray)
- 1993 : Ouragan sur Miami : Cal Kessler (Brian McNamara)
- 1995 : Au bord du désespoir : Eddie Sanchez (Marco Leonardi)
- 1996 : L'Anneau de Cassandra : Noel (Alessandro Nivola)
- 1996 : Sans pardon : Steve (Douglas Caputo)
- 1997 : La Légende de Cendrillon : le prince Christopher (Paolo Montalban)
- 1997 : Qui a tué ma meilleure amie ? : Carl (David Sutcliffe)
- 1997 : De l'innocence à la raison : Jake Walker (James Marsden)
- 1998 : Grace et Glorie : Roy Stiles (Chris Beetem (en))
- 1998 : Miracle à minuit : Henrik Koster (Justin Whalin)
- 1999 : Un père trop célèbre : Michael Landon Jr. (Joel Berti)
- 1999 : Amour et rock'n'roll : Tyler Hart (Brad Hawkins)
- 1999 : Cruelle justice : Grant Chadway (Vince Corazza)
- 2000 : Trop de chance pour la racaille : Jack Sweeney (James Marshall)
- 2000 : Alerte imminente : Joe Blake (Steve Bacic)
- 2000 : La Cinquième Sœur : Mark Lantch (Daniel Cosgrove)
- 2000 : Harry Decker, avocat déchu : Adam Fidler (Adam Beach)
- 2000 : Au commencement... : Joshua (Jonathan Firth)
- 2001 : La recette du bonheur : Benny (Christian Oliver)
- 2001 : Injustice : Andrew Stone (Eric Lively)
- 2001 : Les racines du destin : Vincent Dazincourt (Alec McClure)
- 2002 : Le Gendre idéal : Dennis Qualintip (Jonathan Cherry)
- 2002 : Superfire, l'enfer des flammes : James Merrick (D. B. Sweeney)
- 2002 : SOS Père Noël : Clarence Jr. (Wyatt Alvarez)
- 2003 : Rendez-vous avec le mal : Anthony Wold (Kavan Smith)
- 2003 : Stupeur et Tremblements : Monsieur Tenshi (Yasunari Kondo)
- 2003 : Un bébé tombé du ciel : Charles « Skip » Cuddy (Liam Waite)
- 2004 : L'héritage d'une fille : Morgan Murphy (Bradley Cooper)
- 2004 : Un fiancé pour Noël : Brian Hughes (Patrick Muldoon)
- 2004 : Ma vie volée : Justin (Jason London)
- 2005 : La Magie de l'amour : Ray Singleton (Skeet Ulrich)
- 2005 : Coupable de séduction : Jerry Dennings (Jonathan Higgins)
- 2005 : Warm Springs : Fred Botts (Matt O'Leary)
- 2006 : Désolation : Peter Jackson (Henry Thomas)
- 2006 : Le canyon des bandits : Press Reynolds (Kenny Johnson)
- 2006 : Traque sur Internet 2.0 : James Haven (Neil Hopkins)
- 2008 : Captive du souvenir : Brody (Johnathon Schaech)
- 2008 : Un souhait pour Noël : Morris (Richard Ian Cox)
- 2009 : Les toiles de Noël : Thomas Kinkade (Jared Padalecki)
- 2010 : Sauvez le père Noël ! : Hank (Jonathan Kerrigan)
- 2011 : Le Jardin des merveilles : Nick Chasen (Rob Stewart)
- 2011 : Fenêtre sur l'été : August Schelling (Mark Waschke)
- 2012 : Justice coupable : Bobby Lean (Gary Kohn)
- 2012 : Le Projet Philadelphia, l'expérience interdite : Richard Falkner (Ryan Robbins)
- 2012 : Trois oncles et une fée : Scott Nagle (Dana Watkins)
- 2013 : In their Skin : Bobby (James D'Arcy)
- 2013 : Killing Kennedy : Lee Harvey Oswald (Will Rothhaard)
- 2013 : L'exceptionnel monsieur Tout-le-monde : Stefan Schmidt (Wanja Mues)
- 2014 : The Normal Heart : Bruce Niles (Taylor Kitsch)
- 2014 : Un œil sur mon bébé : Rob King (Sebastian Spence)
- 2014 : Les Enfants du péché : Nouveau Départ : Julian Marquet (Will Kemp)
- 2014 : La vie secrète d'une mère célibataire : Robert Morris (Scott Gibson)
- 2015 : Le mal par le mal : Mark (Matt Bois)
- 2016 : La Seconde Femme : Billy Jennings (George Stumpf)
- 2016 : The Saint : Simon Templar (Adam Rayner)
- 2017 : Small Crimes : Joe Denton (Nikolaj Coster-Waldau)
- 2017 : Les secrets du lac : Santos Alvarez (Tahmoh Penikett)
- 2017 : Un domaine en héritage : Seth Vincent (Steve Talley)
- 2018 : Une pirate de cœur : John O'Brien (Craig Stark)
- 2019 : La clef du mystère : David Meyer (Alexander Carroll)
- 2019 : Un enfant kidnappé chez les Amish : Jacob (Steve Byers)
- 2020 : Y a-t-il un meurtrier dans ma famille ? : Kevin (Christopher Jacot (en))
- 2020 : Le fabuleux destin de Noël : Jack Toda (Benjamin Hollingsworth)
- 2020 : Un Noël pour se retrouver encore : Bart (Jesse Collin)
- 2022 : Johnny Depp contre Amber Heard : Du coup de foudre au scandale : Johnny Depp (Mark Hapka)

#### Séries télévisées
- Kenny Johnson[1] dans (13 séries) :
  - Pensacola (1998-2000) : Butch « Burner » Barnes (27 épisodes)
  - The Shield (2002-2006) : l'inspecteur Curtis Lemansky (66 épisodes)
  - Cold Case : Affaires classées (2006) : Joseph Shaw (5 épisodes)
  - Saving Grace (2007-2010) : Ham Dewey (46 épisodes)
  - Lie to Me (2010) : Malcolm Hessler (saison 2, épisode 19)
  - New York, unité spéciale (2011) : l'inspecteur Sean Riggs (saison 12, épisode 14)
  - Suspect numéro 1 : New York (2011-2012) : Matt Webb (13 épisodes)
  - Mentalist (2012) : Greg Marshall (saison 4, épisode 22)
  - Castle (2014) : M. Harden (saison 6, épisode 17)
  - Covert Affairs (2014) : James Decker (saison 5, épisodes 14 à 16)
  - Motive (2014) : Doug Slater (saison 2, épisode 13)
  - Bates Motel (2014-2017) : Caleb Calhoun (18 épisodes)
  - Secrets and Lies (2016) : Danny Voss (saison 2)

- Tom Everett Scott dans (10 séries) :
  - The Street (2001) : Jack T. Kenderson (12 épisodes)
  - Cashmere Mafia (2008) : Jack Cutting (3 épisodes)
  - Sons of Anarchy (2008-2009) : Rosen (3 épisodes)
  - Southland (2009-2013) : l'inspecteur Russell Clarke (17 épisodes)
  - Beauty and the Beast (2014) : Sam Landon (saison 2)
  - Murder (2015) : père Andrew Crawford (saison 1, épisode 14)
  - Esprits criminels (2015) : Greg Sullivan (saison 10, épisode 19)
  - Reign : Le Destin d'une reine (2015-2016) : Lord William (saison 3)
  - Elementary (2016) : Henry Baskerville (saison 4, épisode 16)
  - L'Été où je suis devenue jolie (2022-2023) : Adam Fisher (3 épisodes)

- Daniel Cosgrove dans (9 séries) :
  - Beverly Hills 90210 (1999-2001) : Matt Durning (saisons 9 et 10)
  - Dernier Recours (2007) : Jon Lemonick (13 épisodes)
  - Dirty Sexy Money (2008) : Freddy Mason (7 épisodes)
  - Forgotten (2010) : John Lucas (épisode 6)
  - The Good Wife (2011) : l'inspecteur Brian Murphy (saison 1, épisode 12)
  - Person of Interest (2014) : Jeremy Watkins (saison 3, épisode 4)
  - Elementary (2016) : Len (saison 5, épisode 4)
  - New York, unité spéciale (2017) : Dr Daniel Keller (saison 18, épisode 10)
  - Almost Family (2019-2020) : Chad (6 épisodes)

- Alec Newman dans (9 séries) :
  - Dune (2001) : Paul Atréides / Muad'Dib (mini-série)
  - Les Enfants de Dune (2003) : Paul Atréides / Muad'Dib (mini-série)
  - Tru Calling : Compte à rebours (2004) : Michael Mancuso (saison 1, épisode 11)
  - Angel (2004) : Drogyn (saison 5, épisodes 15 et 21)
  - Frankenstein (2004) : Victor Frankenstein (mini-série)
  - 24 Heures chrono (2014) : Kevin Cordero (saison 9, épisodes 4 et 5)
  - Inspecteur Lewis (2014) : Graham Lawrie (saison 8, épisodes 5 et 6)
  - The Last Kingdom (2015) : le roi Æthelred (saison 1, épisodes 2 et 3)
  - Fearless (2017) : Tony Pullings (mini-série)

- James Marsden[1] dans (8 séries) :
  - Ally McBeal (2001-2002) : Glenn Foy (13 épisodes)
  - Modern Family (2011) : Barry (saison 2, épisode 11)
  - Westworld (2016-2018) : Teddy Flood (20 épisodes)
  - Dead to Me (2019-2020) : Steve Wood / Ben Wood (18 épisodes)
  - Mrs. America (2020) : Phil Crane (mini-série)
  - The Stand (2020-2021) : Stu Redman (mini-série)
  - Party Down (2023) : Jack Botty (saison 3, épisodes 1 et 2)
  - Paradise (depuis 2025) : le président Cal Bradford

- Bradley Cooper[1] dans (7 séries) :
  - Alias (2001-2006) : William « Will » D. Tipin (46 épisodes)
  - Les Forces du mal (2004) : l'agent Mark Rivers (6 épisodes)
  - Jack et Bobby (2004-2005) : Tom Wexler Graham (14 épisodes)
  - New York, unité spéciale (2005) : Jason Whitaker (saison 6, épisode 20)
  - New York, cour de justice (2005) : Jason Whitaker (épisode 11)
  - Kitchen Confidential (2005-2006) : Jack Bourdain (13 épisodes)
  - Nip/Tuck (2008-2009) : Aidan Stone (saison 5)

- Eric Johnson dans (7 séries) :
  - Esprits criminels (2006 / 2013) : Sean Hotchner (saison 1, épisode 16 puis saison 8, épisode 23)
  - Flash Gordon (2008) : Steven « Flash » Gordon (21 épisodes)
  - Alcatraz (2012) : Cal Sweeney (épisode 4)
  - The Knick (2014-2015) : Dr Everett Gallinger (20 épisodes)
  - Hudson et Rex (2019) : Darryl Perth (saison 1, épisode 7)
  - Condor (2020) : Tracy Crane (10 épisodes)
  - American Gods (2021) : Chad Mulligan (saison 3)

- Patrick Dempsey dans (6 séries) :
  - Grey's Anatomy (2005-2015 / 2020-2021) : Dr Derek Shepherd (247 épisodes)
  - Private Practice (2009 / 2012) : Dr Derek Shepherd (saison 2, épisode 16 et saison 5, épisode 15)
  - La Vérité sur l'affaire Harry Quebert (2018) : Harry Quebert (mini-série)
  - Devils (2020-2022) : Dominic Morgan
  - SurrealEstate (en) (2021) : Tom Quincy (saison 1, épisode 2)
  - Dexter : Les Origines (depuis 2024) : Aaron Spencer

- Steve Byers dans (5 séries) :
  - Kevin Hill (2005) : Russell Minden (épisode 13)
  - Slasher (2016) : le sergent Cam Henry (1re voix, saison 1)
  - Ransom (2017) : Fraser (saison 1, épisode 4)
  - Private Eyes (2020) : Hunter (saison 4, épisode 5)
  - The Madness (2024) : Bobby Woods (mini-série)

- Eric Mabius dans (4 séries) :
  - La Vie à cinq (1999) : Brian Stilman (saison 6, épisodes 7 et 8)
  - The L Word (2004-2009) : Tim Haspel (16 épisodes)
  - Eyes (2005-2007) : Jeff McCann (12 épisodes)
  - Blue Bloods (2013) : Richard Rorke (saison 3, épisode 16)

- Johnathon Schaech dans (4 séries) :
  - Sarah (1999-2000) : John Maguire (19 épisodes)
  - Ray Donovan (2013) : Sean Walker (saison 1)
  - Sleepy Hollow (2015) : Solomon Kent (saison 2, épisode 15)
  - Blue Bloods (2016) : l'inspecteur Jimmy Mosley (saison 6, épisode 19)

- Casper Van Dien dans (4 séries) :
  - Titans (2000-2001) : Chandler Williams (14 épisodes)
  - La Malédiction du pharaon (2006) : Danny Freemont (mini-série)
  - Monk (2008-2009) : lieutenant Steven Albright (3 épisodes)
  - All American (2018-2023) : Harold Adams (11 épisodes)

- Joey McIntyre dans (4 séries) :
  - Boston Public (2002-2003) : Colin Flynn (22 épisodes)
  - Psych : Enquêteur malgré lui (2012) : l'officier Reynolds (saison 6, épisode 4)
  - Motive (2013) : Glen Martin (saison 1, épisode 1)
  - Angie Tribeca (2016) : Skylar (saison 2, épisode 7)

- George Newbern dans (4 séries) :
  - Providence (2002) : Owen Frank (saisons 4-5)
  - Las Vegas (2005) : Matt Monroe (saison 3, épisode 10)
  - Ghost Whisperer (2008) : Roger Gardner (saison 4, épisode 10)
  - Castle (2009) : Howard Peterson (saison 1, épisode 2)

- Rey Valentin (en) dans (4 séries) :
  - Les Frères Scott (2006) : Nick Chavez (saison 4, épisodes 5 à 7)
  - Mentalist (2011) : Manny Flaco (saison 3, épisode 11)
  - Person of Interest (2013) : Jack Salazar (saison 3, épisode 1)
  - Lucifer (2018) : Jay Lopez (saison 3, épisode 14)

- Luke Kirby dans (4 séries) :
  - New York, unité spéciale (2012) : Braden Liddy (saison 14, épisode 7)
  - La Fabuleuse Madame Maisel (2017-2023) : Lenny Bruce (16 épisodes)
  - Her Voice (2020) : Jeremy (4 épisodes)
  - Étoile (2025) : Jack McMillan (8 épisodes)

- Tom Austen dans (4 séries) :
  - Jo (2013) : Marc Bayard (8 épisodes)
  - Hercule Poirot (2013) : Ted Williams (saison 13, épisode 4)
  - The Royals (2015-2018) : Jasper Frost (40 épisodes)
  - Helstrom (2020) : Daimon Hellstrom

- Mackenzie Astin (en) dans (4 séries) :
  - Scandal (2014-2017) : Noah Baker (11 épisodes)
  - The Magicians (2016-2018) : Richard (15 épisodes)
  - Homeland (2018) : Bill Dunn (saison 7)
  - Teenage Bounty Hunters (2020) : Anderson Wesley

- Rudolf Martin dans :
  - Buffy contre les vampires (2000) : Dracula (saison 5, épisode 1)
  - NCIS : Enquêtes spéciales (2004-2005 / 2012) : Ari Haswari (6 épisodes)
  - Stargate SG-1 (2006) : Anateo (saison 10, épisode 9)

- Jade Carter dans :
  - JAG (2000-2003) : Sergei Zhukov (12 épisodes)
  - Dr House (2011) : Dr Morgan (saison 8, épisode 4)
  - NCIS : Los Angeles (2013) : Joshua Gordon (saison 4, épisode 20)

- Jonathan Scarfe dans :
  - Urgences (2002) : Chase Carter (8 épisodes)
  - Les Experts : Miami (2004) : Chase Shaw (saison 3, épisode 5)
  - Perception (2012) : l'agent du FBI Roger Probert (6 épisodes)

- McCaleb Burnett dans :
  - Philly (2002) : Julian Braddock (saison 1)
  - Un flic d'exception (2013) : Brad Knopfler (épisode 2)
  - Limitless (2015) : Aaron Shaw (épisode 10)

- Eyal Podell dans :
  - Angel (2005) : Sam Lawson (saison 5, épisode 13)
  - 24 Heures chrono (2010) : Ryan Burnett (saison 7)
  - Touch (2012) : le professeur Logan Coteweiler (saison 1, épisode 7)

- Stephen Moyer dans :
  - Starter Wife (2007) : Sam (6 épisodes)
  - True Blood (2008-2014) : William Thomas « Bill » Compton (81 épisodes)
  - Sexy Beast (en) (2024) : Teddy Bass

- Brandon Quinn dans :
  - Against the Wall (2011) : Richie Kowalski (13 épisodes)
  - Les Experts (2014) : Zach Alton (saison 15, épisode 7)
  - Grimm (2014-2015) : Charlie Riken (3 épisodes)

- Matthew MacCaull (it) dans : 
  - Legends of Tomorrow (2016-2018) : Henry Heywood / Commander Steel (4 épisodes)
  - Take Two, enquêtes en duo (2018) : Jessup Lance (saison 1, épisode 13)
  - Turner et Hooch (en) (2021) : l'agent Long (épisode 1)

- Jared Padalecki dans :
  - Supernatural (2005-2020) : Samuel « Sam » Winchester / Ezekiel / Gadreel (327 épisodes)
  - Walker (2021-2024) : Cordell Walker
  - Fire Country (2024) : Camden Casey (3 épisodes)

- Giovanni Ribisi dans :
  - Mariés, deux enfants (1987) : Teddy (1re voix - saison 1, épisode 12)
  - X-Files : Aux frontières du réel (1995) : Darin Peter Oswald (saison 3, épisode 3)

- Rob Benedict dans :
  - Felicity (1998-2002) : Richard Coad (36 épisodes)
  - Monk (2005) : Jonathan Davenport (saison 4, épisode 7)

- D. B. Sweeney dans :
  - C-16 (en) (1998) : Scott Stoddard (11 épisodes)
  - Dr House (2006) : Dylan Crandall (saison 2, épisode 23)

- Jonathan Firth dans :
  - Le Monde magique des Leprechauns (1999) : le comte Grogan (mini-série)
  - Anatomie d'un scandale (2022) : Richard (mini-série)

- Jason Behr dans :
  - Roswell (1999-2002) : Max Evans / Zan / Richard Doty (61 épisodes)
  - Breakout Kings (2012) : Damien Fontleroy (5 épisodes)

- Daniel Lapaine dans :
  - Le Dixième Royaume (2000) : le prince Wendell (mini-série)
  - A Spy Among Friends (en) (2022) : Donald Maclean (mini-série)

- Matt Damon dans :
  - Will et Grace (2002) : Owen (saison 4, épisode 16)
  - 30 Rock (2010) : Carol (saison 4, épisode 2)

- Brad Rowe dans :
  - Missing : disparus sans laisser de trace (2003-2005) : Jack Burgess (5 épisodes)
  - Ghost Whisperer (2007) : Hugh Bristow (saison 2, épisode 12)

- Phillip Rhys dans :
  - 24 Heures chrono (2003) : Reza Naiyeer (saison 2)
  - Nip/Tuck (2004-2005) : Jude Watson (saisons 1 et 2)

- Connor Trinneer dans :
  - Stargate Atlantis (2005) : Michael Kenmore
  - NCIS : Los Angeles (2010) : l'agent Boyle

- Stuart Townsend dans :
  - Will et Grace (2005) : Edward (saison 7, épisode 18)
  - Salem (2015) : Dr Samuel Wainwright (7 épisodes)

- Lee Pace dans :
  - Pushing Daisies (2007-2009) : Ned (22 épisodes)
  - The Mindy Project (2015) : Alex Eakin (saison 3, épisode 15)

- Edward Norton dans :
  - Modern Family (2009) : Izzy LaFontaine (saison 1, épisode 8)
  - Extrapolations (2023) : Jonathan Chopin (épisodes 4 et 8)

- Brian Austin Green dans : 
  - Desperate Housewives (2009-2011) : Keith Watson (38 épisodes)
  - Magnum (2019) : l'agent spécial Adam Kreshner (saison 1, épisode 20)

- Jason Schwartzman dans :
  - Bored to Death (2009-2012) : Jonathan Ames (24 épisodes)
  - Parks and Recreation (2013) : Dennis Lerpiss (2 épisodes)

- Nikolaj Coster-Waldau dans :
  - Game of Thrones (2011-2019) : Jaime Lannister (55 épisodes)
  - La Dernière Chose qu'il m'a dite (2023) : Owen Michaels (mini-série)

- Josh Casaubon (af) dans :
  - I Just Want My Pants Back (2012) : Paul Warner (3 épisodes)
  - Brooklyn Nine-Nine (2016) : Nadia (saison 3, épisode 5)

- Martin Henderson dans :
  - Secrets and Lies (2014) : Ben Gundelach
  - The Gloaming (en) (2020) : Gareth McAvaney

- Michael Graziadei dans :
  - Good Girls Revolt (2016) : Gregory
  - True Detective (2018) : Dan O'Brien

- Felix Scott (en) dans :
  - No Offence (2017) : Ewan Murray (saison 2)
  - Miss Scarlet, détective privée (en) (2022-2025) : Patrick Nash (16 épisodes)

- Michael Ian Black (en) dans :
  - Insatiable (2018) : le révérend Mike
  - Allô la Terre, ici Ned (en) (2020) : Michael Ian Black (épisode 6)

- Paul Rudd dans :
  - iZombie (2018) : Paul Rudd (voix - saison 4, épisode 13)
  - Only Murders in the Building (2023) : Benjamin « Ben » Glenroy (2e voix, saison 3)

- Dave Annable dans :
  - What/If (2019) : Dr Ian Harris (mini-série)
  - Opérations Spéciales : Lioness (2023) : Neil

- Ken Duken dans :
  - Professionals (en) (2020) : Kurt Neumann
  - Alger confidentiel (2022) : Ralf Eley (mini-série)

- Alessandro Nivola dans :
  - Le Narcisse noir (en) (2020) : M. Dean (mini-série)
  - The Big Cigar (2024) : Bert Schneider (mini-série)

- Ben Hollingsworth dans :
  - Debris (2021) : Luke Packard (épisode 7)
  - Joe Pickett (en) (2021) : Ote Keeley (saison 1)

- Michael Rady dans :
  - New Amsterdam (2021) : Dr Hans Paré (saison 3, épisode 11)
  - Tracker (2024-2025) : Elliott Rusch (saison 2)

- Josh Hartnett dans :
  - Black Mirror (2023) : David Ross (saison 6, épisode 3)
  - The Bear (2024) : Franck (saison 3, épisode 4)

- 1990 : Le Prince de Bel-Air : Carlton Banks (en) (Alfonso Ribeiro) (1re voix, saisons 1 et 2)
- 1991 / 2017 : Twin Peaks : Bobby Briggs (Dana Ashbrook) (2e voix, saisons 2 et 3)
- 1993-2000 : Incorrigible Cory : Eric Matthews (Will Friedle) (158 épisodes)
- 1996-2000 : Nash Bridges : Evan Cortez (Jaime Gomez) (100 épisodes)
- 1996 : Power Rangers : Mighty Morphin: Jason Lee Scott / Ranger rouge (2e voix)
- 1996 : X-Files : Aux frontières du réel : Jay « Boom » DeBoom (Ryan Reynolds) (saison 3, épisode 13)
- 1997-1999 : Hartley, cœurs à vif : Kurt Peterson (Jeremy Lindsay Taylor (en)) (56 épisodes)
- 1998 / 1999 : V.I.P. : Gil Rosen (Ricky Paull Goldin (en)) (saison 1, épisode 7) et Marco Bielak (Steven Falcone) (saison 2, épisode 7)
- 1998-1999 : Demain à la une : Patrick Quinn (Billie Worley (en)) (26 épisodes)
- 1998-2000 : La Vie à cinq : Ned Grayson (Scott Bairstow) (20 épisodes)
- 1999 : Babylon 5 : Chen Hikaru (Reggie Lee) (saison 5, épisode 13)
- 1999-2000 : Freaks and Geeks : Daniel Desario (James Franco) (18 épisodes)
- 2000 : Les Médiums : Dr Mark Gabriel (Gabriel Macht) (13 épisodes)
- 2000 / 2001-2005 / 2002 : Stargate SG-1 : Nyan (Richard Ian Cox) (saison 3, épisode 19), Rak'nor (Obi Ndefo (en)) (6 épisodes) et le commandant Tegar (Daryl Shuttleworth (en)) (saison 6, épisode 10)
- 2002 : Odyssey 5 : Marc Taggart (Kenneth Mitchell) (10 épisodes)
- 2002-2011 : MI-5 : Tom Quinn (Matthew Macfadyen) (19 épisodes)
- 2003 : Le Dixième Royaume : le prince Wendell (Daniel Lapaine) (mini-série)
- 2003 : New York, unité spéciale : Sam Bishop (William McNamara) (saison 4, épisode 15), Mitch Wilkens / Max Van Horn (Logan Marshall-Green) (saison 4, épisode 25), l'officier Dumont (Dennis T. Pressey) (saison 5, épisode 1) et Ian Tate (Jonathan Tucker) (saison 5, épisode 8)
- 2003-2005 : Line of Fire : Roy Lavelle (Anson Mount) (13 épisodes)
- 2004 : Charmed : Leslie « Les » St. Claire (Nick Lachey) (6 épisodes)
- 2005-2010 : Ghost Whisperer : Bobby Tooch (Dariush Kashani (en)) (1re voix - saison 1), Javier Torres (Eddie Matos (en)) (saison 5, épisode 8) et l'inspecteur Jeff Colson (Justin Shilton) (saison 5, épisode 20)
- 2007 : The Unit : Commando d'élite : Gary Soto (Mark Pellegrino) (saison 1, épisode 11)
- 2007-2008 : October Road, un nouveau départ : Nick Garrett (Bryan Greenberg) (19 épisodes)
- 2007-2012 : Inspecteur Barnaby : David Monroe (Tim Delap) (saison 10, épisode 3), Callum (Joshua Parris) (saison 14, épisode 7) et Dave Foxely (Paul Nicholls (en)) (saison 14, épisode 8)
- 2008 : Les Tudors : Thomas Cranmer (Hans Matheson) (10 épisodes)
- 2008 : La Petite Dorrit : Daniel Doyce (Zubin Varla (en)) (mini-série)
- 2008-2010 : Romanzo criminale : Trente Deniers (Orlando Cinque) (22 épisodes)
- 2010 : Boardwalk Empire : Billy Winslow (Chase Coleman (en)) (3 épisodes)
- 2010 : Rizzoli and Isles : Jorge (Antonio Sabàto, Jr.) (saison 1, épisode 6)
- 2010[n 11]-2014 : Mick Brisgau : Andreas Kringge (Maximilian Grill (de)) (60 épisodes)
- 2010-2013 : Victorious : le narrateur (57 épisodes)
- 2011 : Nikita : l'adjoint Charlie (Seann Gallagher) (saison 1, épisode 20)
- 2011 : The Defenders : Boyd Sneed (Ron Melendez (de)) (3 épisodes)
- 2011 : Covert Affairs : Xabier Etxarte (Santiago Cabrera) (saison 2, épisode 11)
- 2012 : Person of Interest : Tommy Clay (Pablo Schreiber) (saison 1, épisode 20)
- 2012 : Grimm : Ryan Showalter (Nicholas Gonzalez) (saison 1, épisode 11)
- 2012 : The Newsroom : Tate Brady (Jake McDorman) (saison 1, épisode 9)
- 2012 : Un cas pour deux : le procureur Axel Humboldt (Arndt Schwering-Sohnrey (de)) (saison 31, épisode 14)
- 2012-2014 : Pretty Little Liars : Zack (Steve Talley) (5 épisodes)
- 2013 : Last Resort : Kevin Hawkes (Michael King) (5 épisodes)
- 2013 : Anna Karénine : Alexis Karénine (Benjamin Sadler) (mini-série)
- 2013 : Dr Emily Owens : Dr A. J. Aquino (J. R. Ramirez) (3 épisodes)
- 2013 : American Horror Story : Hank Foxx (Josh Hamilton) (saison 3)
- 2013 : La Bible : Jésus-Christ (Diogo Morgado) (mini-série)
- 2013 : Banshee : le vrai Lucas Hood (Griff Furst)
- 2014 : Friends with Better Lives : Lowell Peddit (Rick Donald (en)) (13 épisodes)
- 2014 : Sons of Anarchy : Adam « Greensleeves » Greenblatt (Christopher Backus) (saison 7, épisode 7)
- 2015 : Spotless : Veysel (Philip Arditti (en)) (épisodes 5 et 6)
- 2015 : NCIS : Nouvelle-Orléans : l'agent spécial de l'ATF Miguel Aritza (Yancey Arias) (saison 2, épisode 1)
- 2016 : iZombie : Matt Sudak (Daniel Bess)
- 2016-2018 : House of Cards : Will Conway (Joel Kinnaman) (8 épisodes)
- 2017 : Mindhunter : le procureur Eugène Peterson (Dashiell Eaves (en)) (saison 1, épisode 6)
- 2017 : The Long Road Home (en) : le sergent Eric Bourquin (Jon Beavers) (mini-série)
- 2017 : The Gifted : Pulse (Zach Roerig)
- 2017 : Scorpion : Frank (Derek Phillips) (saison 3, épisode 14)
- 2017-2018 : Les Désastreuses Aventures des orphelins Baudelaire : Gustav Sebald (Luke Camilleri)
- 2017-2019 : Big Little Lies : Ed Mackenzie (Adam Scott) (14 épisodes)
- 2017-2019 : Divorce : Andrew (Steven Pasquale)
- 2017-2019 : The Son : Pete McCullough (Henry Garrett (en))
- 2017-2019 : Knightfall : Tancrede (Simon Merrells (en))
- 2017-2021 : Riverdale : Forsythe Pendleton « FP » Jones II (Skeet Ulrich)
- 2018 : Borderliner : Nikolai Andreassen (Tobias Santelmann)
- 2018 : Trauma : Jon Allerton (Adrian Lester) (mini-série)
- 2018 : Condor : Derek (Noah Danby (en))
- 2018 : Nightflyers : Murphy (Phillip Rhys)
- 2018 : The First : Lawrence (Brian Lee Franklin)
- 2018 : Younger : Jake Devereux (Jason Ralph)
- 2018 : Meurtres à Sandhamn : Filip (Anders Berg) (saison 6, épisode 4)
- 2018 : Roman Empire : Marc Antoine (Tim Carlsen)
- 2018 : Once Upon a Time : le capitaine Ahab (Chad Rook)
- 2018 : Bad Blood : Liam (Brendan Murray) (saison 2)
- 2018-2023 : Succession : Nate Sofrelli (Ashley Zukerman) (12 épisodes)
- 2018-2023 : Barry : NoHo Hank (Anthony Carrigan) (32 épisodes)
- 2019 : Watchmen : le suspect qui transporte des salades (David Robert Mitchell) (mini-série)
- 2019 : Home for Christmas : Henrik (Oddgeir Thune (no))
- 2019 : Quatre mariages et un enterrement (en) : Perce Nighthall (Oliver Chris) (mini-série)
- 2019 : Capitani : Gérard Gaspard (Marc Limpach)
- 2019-2020 : Criminal : Royaume-Uni (en) : Hugo Duffy (Mark Stanley (en))
- 2019-2024 : Good Trouble : Dennis Cooper (Josh Pence) (83 épisodes)
- 2020 : The New Pope : Fabiano (Alessandro Riceci) (mini-série)
- 2020 : Barkskins : Le Sang de la Terre (en) : Francis Geffard (Adrian Hough)
- 2020 : Curon (it) : Albert (Alessandro Tedeschi)
- 2020 : Le Mystère Kendrick : le sergent de police Steve Campbell (Matthew McNulty) (mini-série)
- depuis 2020 : The Great : Pierre III de Russie (Nicholas Hoult)
- 2021 : Gaufrette et Mochi (en) : Bobak Ferdowsi (Bobak Ferdowsi)
- 2021 : Clickbait : Matt Aldin (Ian Meadows (en)) (mini-série)
- 2021 : Good Girls : Nick Martin (Ignacio Serricchio) (saison 4)
- 2021 : The Silent Sea : Han Yoon-jae (Gong Yoo)
- 2021 : Crime (en) : Stuart Lennox (Stuart Martin) (4 épisodes)
- 2021 : Jamais froid aux yeux (en) : Luke MacBentley (Doug Rao)
- depuis 2021 : Schmigadoon! : Danny Bailey (Aaron Tveit)
- 2022 : The Terminal List : Ben Edwards (Taylor Kitsch) (8 épisodes)
- 2022 : Les Enquêtes de Vera :   Rob McShane (Geoffrey Lumb) (saison 11, épisode 5)
- 2022 : The Offer : Robert Redford (Billy Magnussen) (mini-série)
- 2022 : Hot Skull : Murat Siyavuş (Osman Sonant (tr)) (mini-série)
- 2022 : Anatomie d'un divorce : Archer Sylvan (Christian Slater) (mini-série)
- 2022 : Players (en) : Nathan Resnick (Stephen Schneider (en)) (8 épisodes)
- 2022 : That Dirty Black Bag (en) : Steve (Christian Cooke) (8 épisodes)
- 2022 : En traître : Adam Lawrence (Charlie Cox) (mini-série)
- depuis 2022 : From : Jim Matthews (Eion Bailey)
- 2023 : Tête à tête (en) : Orson (Scott Porter)
- 2023 : Mes premières fois : Andrès Ramos (Ivan Hernandez) (saison 4)
- 2023 : Black Mirror : David Ross (Josh Hartnett) (saison 6, épisode 3)
- 2023 : Ghosts of Beirut (en) : Chet (Rafi Gavron) (mini-série)
- 2024 : Le Régime : Peter (Rory Keenan) (mini-série)
- 2024 : Asaf (tr) : Asaf (Cihangir Ceyhan (tr))
- 2025 : The White Lotus : Frank (Sam Rockwell) (saison 3, épisode 5)
- 2025 : The Studio : Nicholas « Nick » Stoller (Nicholas Stoller)
- 2025 : Andor : Erskin Semaj (Pierro Niel-Mee) (saison 2)

#### Séries d'animation
- 1983-1984 : Les Minipouss : Éric Legrand (création de voix)
- 1985 : La Famille Ours : Moka (1re voix)
- 1990-1991[n 12] : Peter Pan et les Pirates : Peter Pan
- 1990 : Molierissimo : Quentin (création de voix)
- 1992 : Des souris à la Maison-Blanche : Max
- 1995 : Gundam Wing : Zechs « Milliardo Peacecraft » Merquise
- 1996 : Superman, l'Ange de Metropolis : Clark Kent adolescent (saison 1, épisode 2)
- 1996 : Sky Dancers : Wise
- 1997-1998 : Dragon Flyz : Peak
- 1998 : Invasion America : David Carter
- 1998-1999 : Flint le détective : le professeur Goodman
- 2000 : Fantômette : Alexandre Charpentier / Œil-de-Lynx (création de voix)
- 2001-2004 / 2017 : Samouraï Jack : Samurai Jack
- 2002 : La Ligue des justiciers : Steve Trevor (saison 1, épisodes 24 et 25)
- 2003-2005 : Teen Titans : Les Jeunes Titans : Aqualad
- 2007-2011 / 2023 : SamSam : Sampapa (création de voix)
- 2008-2014 : Cars Toon : Kabuto
- 2012 : Archer : le commandant Kellogg
- depuis 2014 : Teen Titans Go! : Aqualad et la tortue
- 2016 : Pokémon Générations : Hélio
- 2017 : Ariol : Chevalier Cheval (2e voix, saison 2)
- 2017 : Bienvenue chez les Ronks ! : Walter
- 2017 : La Garde du Roi lion : Nuka
- 2018 : La colline aux lapins : Hazel[n 13]
- 2021-2023 : What If...? : Scott Lang / Ant-Man[n 14] (saison 1, épisode 5 et saison 2, épisode 8)
- 2022 : Edmond et Lucy : Edouard (création de voix)
- depuis 2022 : Demon Slayer: Kimetsu no Yaiba : Douma
- depuis 2022 : Les Filles de Dad : Dad (création de voix)
- 2023 : Vinland Saga : Serpent (doublage Crunchyroll)
- 2023 : Digman! (en) : Roberto[n 15]
- 2023 : Frieren : Kraft
- 2023-2024 : Oshi no ko : Gorō Amamiya
- 2025 : Moonrise (en) : Kevin

### Jeux vidéo
- 2001 : Red Faction : Parker
- 2003 : Jak II : Hors-la-loi : Jak
- 2004 : Jak 3 : Jak
- 2004 : Obscure : Stanley Jones
- 2005 : Jak X : Jak
- 2006 : Runaway 2: The Dream of the Turtle : Brian Basco
- 2006 : Tom Clancy's Splinter Cell: Double Agent : Jamie Washington
- 2006 : Superman Returns : Superman
- 2006 : Dreamfall: The Longest Journey : Brynn,  Damien Cavanaugh
- 2007 : FEAR Perseus Mandate : Un soldat
- 2008 : Mirror's Edge : Jacknife
- 2008 : La Mémoire dans la peau : Jason Bourne
- 2008 : Brothers in Arms: Hell's Highway : Caporal Jacob Campbell
- 2008 : Dracula 3 : La Voie du dragon : Arno Moriani
- 2008 : Lost: Via Domus : Elliott Maslow
- 2009 : Runaway: A Twist of Fate : Brian Basco
- 2009 : Assassin's Creed: Bloodlines : Altaïr Ibn La'Ahad
- 2009 : Assassin's Creed II : voix additionnelles
- 2010 : Spider-Man : Dimensions : Spider-Man Amazing
- 2010 : StarCraft 2 : Valerian Mengsk
- 2010 : Tom Clancy's Splinter Cell: Conviction : Archer
- 2010 : Fallout: New Vegas : Craig Boone
- 2010 : Heavy Rain : Norman Jayden
- 2011 : DC Universe Online : Booster Gold
- 2011 : PlayStation Move Heroes : Jak
- 2011 : Green Lantern : La Révolte des Manhunters : Hal Jordan / Green Lantern[n 16]
- 2011 : The Cursed Crusade : voix additionnelles
- 2011 : Star Wars: The Old Republic : Corso Riggs
- 2011 : Cars 2 : Kabuto
- 2012 : Guild Wars 2 : voix additionnelles
- 2012 : Spider-Man : Aux frontières du temps : Peter Parker et le PDG d'Alchemax
- 2012 : Diablo III : Lorath
- 2012 : The Darkness II : Jackie Estacado
- 2012 : Dishonored (+ contenu téléchargeable : La Lame de Dunwall et Les Sorcières de Brigmore) : l'Outsider
- 2012 : PlayStation All-Stars Battle Royale : Jak
- 2013 : Killzone: Shadow Fall : Lucas Kellan
- 2014 : The Elder Scrolls Online : l'éclaireur Taniril, Kiloemar et le chambellan Weller
- 2014 : Watch Dogs : voix additionnelles
- 2014 : Alien: Isolation : Ransome et Meeks
- 2014 : Dragon Age: Inquisition (+ contenu téléchargeable : Les Crocs d'Hakkon) : Kenric
- 2014 : Destiny : Uldren Sov
- 2015 : Rise of the Tomb Raider : voix additionnelles
- 2015 : Need For Speed : voix additionnelles
- 2015 : Fallout 4 : voix additionnelles
- 2016 : Dishonored 2 : l'Outsider
- 2016 : Deus Ex: Mankind Divided : Dr Daniel « Smiley » Fletcher
- 2017 : Dishonored : La Mort de l'Outsider : l'Outsider
- 2017 : Horizon Zero Dawn : le roi Avad
- 2017 : Destiny 2 : Renégats : Uldren Sov
- 2018 : Thronebreaker: The Witcher Tales : Eldain
- 2018 : World of Warcraft: Battle for Azeroth : Flynn Bellebrise
- 2019 : Assassin's Creed Odyssey : Adonis (DLC Le Sort de l'Atlantide)
- 2019 : Death Stranding : la voix-off des bases « Bridges »
- 2020 : Ghost of Tsushima : Jin Sakai
- 2020 : Assassin's Creed Valhalla : Oswald
- 2020 : Destiny 2 : Au delà de la lumière : le Corbeau (Uldren Sov, ressuscité en tant que Gardien)
- 2021 : Final Fantasy VII Remake : Épisode Yuffie : Sonon Kusakabe
- 2022 : Horizon Forbidden West : le roi Avad
- 2023 : Call of Duty: Modern Warfare III : M. Hutson
- 2024 : Final Fantasy VII Rebirth: Sonon Kusakabe
- 2024 : Rise of the Rōnin: Toshimichi Okubo
- 2024 : Star Wars Outlaws : des stormtroopers

### Direction artistique
Note : Les dates en italique correspondent aux sorties initiales des films dont Damien Boisseau a assuré le redoublage.
Films
- 2025 : Alma et le Loup

Séries télévisées
- 2018-2020 : Supernatural (saisons 14 et 15[5])

## Voix off

### Documentaires
- Edward Norton dans :
  - Brando de Mimi Freedman et Leslie Greif (2007) : lui-même
  - Jimmy Carter Man from Plains de Jonathan Demme (2007) : lui-même
- 2011 : La Magie du Cosmos (Nova, National Geographic Channel, Arte)
- 2011 : Ghost Adventures saison 5 (Planète+ Aventure, CStar)
- 2012 : True Blood : Le Documentaire : Bill Compton (Stephen Moyer)
- 2012 : Afrique sauvage (BBC, Discovery Channel, CCTV-9, France Télévisions)
- 2013 : Patrick Dempsey : Racing Le Mans : le narrateur (Patrick Dempsey)
- 2014 : Malgré-nous, les oubliés de l'Histoire : le narrateur
- 2015 : À la poursuite de l'or en France : le narrateur (National Geographic Channel)
- 2015 : Prédateurs : le narrateur (BBC, Alastair Fothergill)
- 2017 : Abysses : La Vie dans les profondeurs extrêmes : le narrateur
- 2017 : Monaco, le rocher de tous les défis : le narrateur
- 2019 : Les Secrets des fleurs sauvages : le narrateur (cycle de plusieurs documentaires sur la botanique diffusé sur Arte)
- 2019 : Pornographie : Un jeu d'enfant : le narrateur
- 2019 : Mystérieuse planète  : le narrateur (cycle de plusieurs documentaires sur la nature diffusé sur Arte)
- 2019 / 2022 / 2023 : Le Bêtisier de Noël (C8)
- 2020 : La Véritable Histoire des templiers : le narrateur
- 2020 : Sur les toits du monde de John Geraint : le narrateur
- 2023 : Les Héros de Verdun - Documentaire sur la bataille de Verdun de Rivenzi : Charles Delvert
- 2024 : GIGN : Unité d'élite : le narrateur
- 2024 : La haine blanche : le narrateur
- 2025 : Dictionnaire amoureux du Tour de France : narrateur

### Publicités
Damien Boisseau est aussi une voix off régulière pour la publicité.
- GMF
- Jeu Tintin
- Peugeot
- 2012 : Vademecum
- Mercedes
- Motorola
- Monster Munch (Vico)
- Skoda
- Motorola
- 24 Heures du Mans
- Disneyland Paris
- Optic 2000
- Audio 2000
- Mario Kart World

### Divers
En 1997, il est la voix de Jeff Lujan, John Cusack et Rob Nason lors du making-of, Anastasia : Du rêve à la réalité.
Il est la voix d'habillage de Radio Scoop pour de nombreux spots, et la voix antenne de Vibration mais aussi de Voltage, depuis septembre 2019.
Il a été la voix de Ludo dans l'émission de télé-réalité Ludo Bites America.
Depuis 2015, il est la voix d'un des personnages dans le spectacle Mousquetaires de Richelieu au parc d'attractions le Puy du Fou.